# پایگاه هوایی واتری
پایگاه هوایی واتری (به انگلیسی: Vatry Air Base) یک فرودگاه نظامی با کد یاتا XCR است که یک باند فرود بتن دارد و طول باند آن ۳۸۶۰ متر است. این فرودگاه در کشور فرانسه قرار دارد و در ارتفاع ۱۷۹ متری از سطح دریا واقع شده است.